# Хацицари

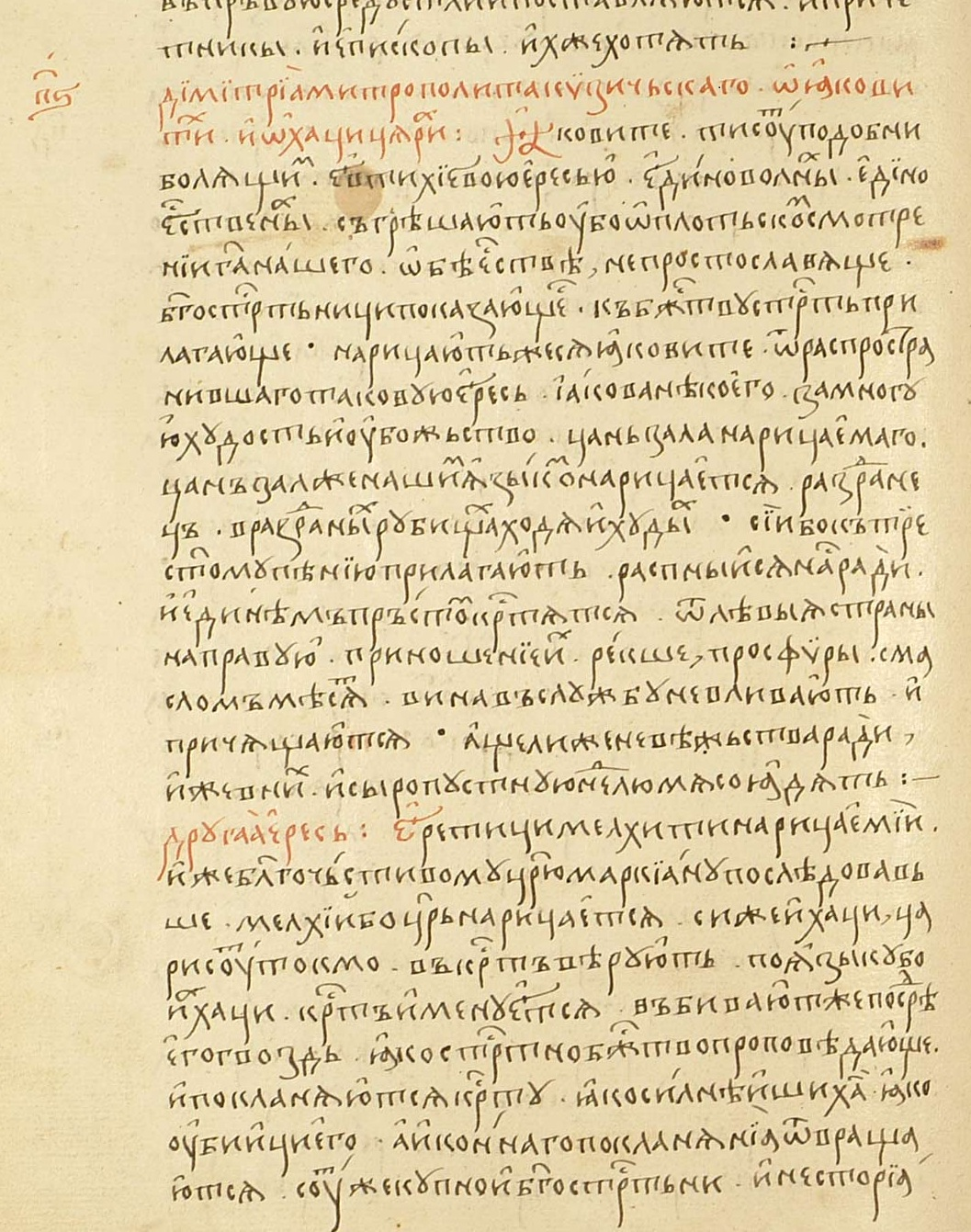
Кормчая, полуустав, XVI века. Глава 86. Димитриа, митр. кизичьскаго, о Яковитих и о Хацицярих. Библиотека Троице-Сергиевой лавры. Рукопись № 205. (1955.)

Хацица́ри (др.-греч. χατζιτζάριοι, κατζιτζάριοι от арм. Խաչ — крест) — последователи еретического учения, имеющего армянское происхождение и распространённое в Армении, о котором упоминают византийские христианские писатели. Их появление это ~ VII век, когда они исчезли — неизвестно.
В 127 том Греческой Патрологии вошло небольшое сочинение под именем Филиппа Монотропа др.-греч. «Περὶ αἱρέσεως τῶν Ἰακωβιτῶν καὶ τῶν Κατζιτζαρίων» — «О еретиках, яковитах и хацицарях». Данное сочинение в сокращённом виде вошло в славянскую Кормчую, изданную при патриархе Иосифе (39-я глава), но оно ошибочно приписано Филиппу Монотропу, автором его является митрополит Кизический Димитрий. В нём описываются хацицари следующим образом:
хацицари, иже токмо в крест веруют, по языку бо их хацы крест именуется, вбивают же посреде его гвоздь, яко страстно Божество проповедующе, и поклоняются Кресту, яко сильнейшу Христа, яко убийцы его. иконнаго поклонения отвращаются, суть же купно обои, богострастницы убо, яко трисвятому пению, распныйся нас ради прилагают
Хацицари были иконоборцами и теопасхитами одновременно.